# Tarpon Springs
Tarpon Springs è una città degli Stati Uniti d'America, situata in Florida, nella Contea di Pinellas.
La cittadina di Tarpon Springs è tuttora considerata il principale luogo degli Stati Uniti per la pesca e la lavorazione di spugne naturali, culminata verso l'inizio del XX secolo, grazie alla massiccia immigrazione di una consistente comunità greca originaria dal Dodecaneso e in particolare dall'isola di Calimno. 
Le acque calde del mare della Florida favorivano infatti una maggiore produzione di spugne rispetto alle acque temperate del mar Egeo attraendo così i pescatori professionali greci che, all'epoca, praticavano tradizionalmente la raccolta delle spugne con l'uso dello scafandro.